# Cyclops argulus
Cyclops argulus – gatunek widłonoga z rodziny Cyclopidae, nazwa naukowa gatunku została po raz pierwszy opublikowana w 1793 roku przez duńskiego entomologa Johana Christiana Fabriciusa.